# يوريوركيس غامبوا
يوريوركيس غامبوا (بالإسبانية: Yuriorkis Gamboa)‏ مواليد 23 ديسمبر 1981 في كوبا، هو ملاكم كوبي يصنف ضمن فئة الوزن الخفيف بدأ مسيرته الاحترافية سنة 2007 حيث انتصر في نزاله الأول. حقق بطولة رابطة الملاكمة العالمية وبطولة الاتحاد الدولي للملاكمة. شارك في دورة الألعاب الأولمبية الصيفية سنة 2004 وحقق الميدالية الذهبية فيها.

## المسيرة الاحترافية
من نزالاته:
- خسر أمام ترنس كروفورد بالضربة القاضية (28-06-2014).

## إحصائيات
خاض خلال مسيرته 26 نزالا، فاز في 25 وخسر في 1. فاز بالضربة القاضية في 17 نزالا.

## الميداليات
| الميدالية | المسابقة                       |
| --------- | ------------------------------ |
| ذهبية     | الألعاب الأولمبية الصيفية 2004 |
| ذهبية     | دورة الألعاب الأمريكية 2003    |

## وصلات خارجية
- يوريوركيس غامبوا على موقع بوكس ريك (الإنجليزية) (registration required)
- يوريوركيس غامبوا على موقع اللجنة الأولمبية الدولية (الإنجليزية)
- يوريوركيس غامبوا على موقع أوليمبيديا (الإنجليزية)
- الموقع الرسمي